# Denkmal für Wladimir den Heiligen
Koordinaten: 50° 27′ 22″ N, 30° 31′ 37″ O

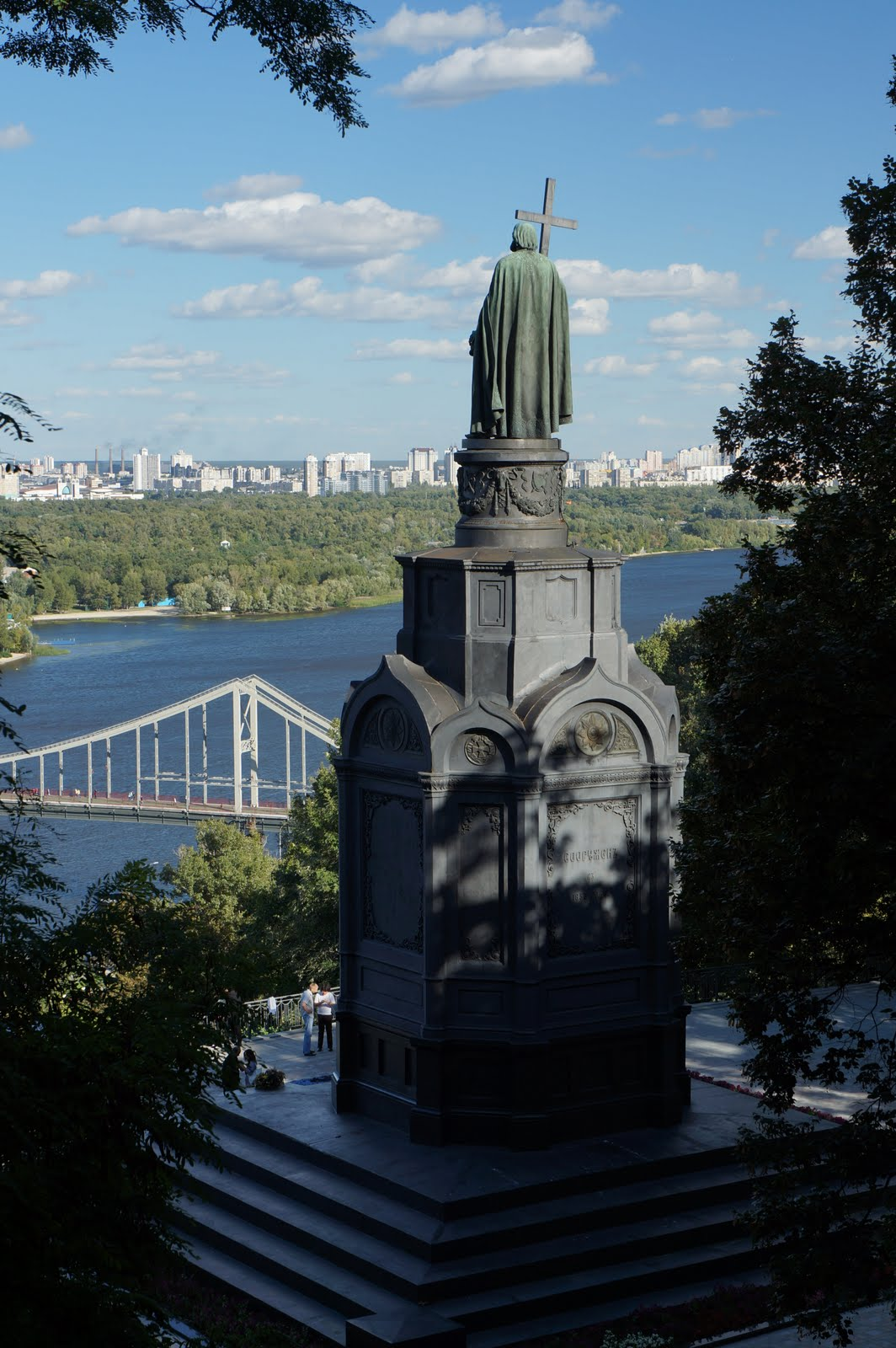
Denkmal für Wladimir den Heiligen in Kiew

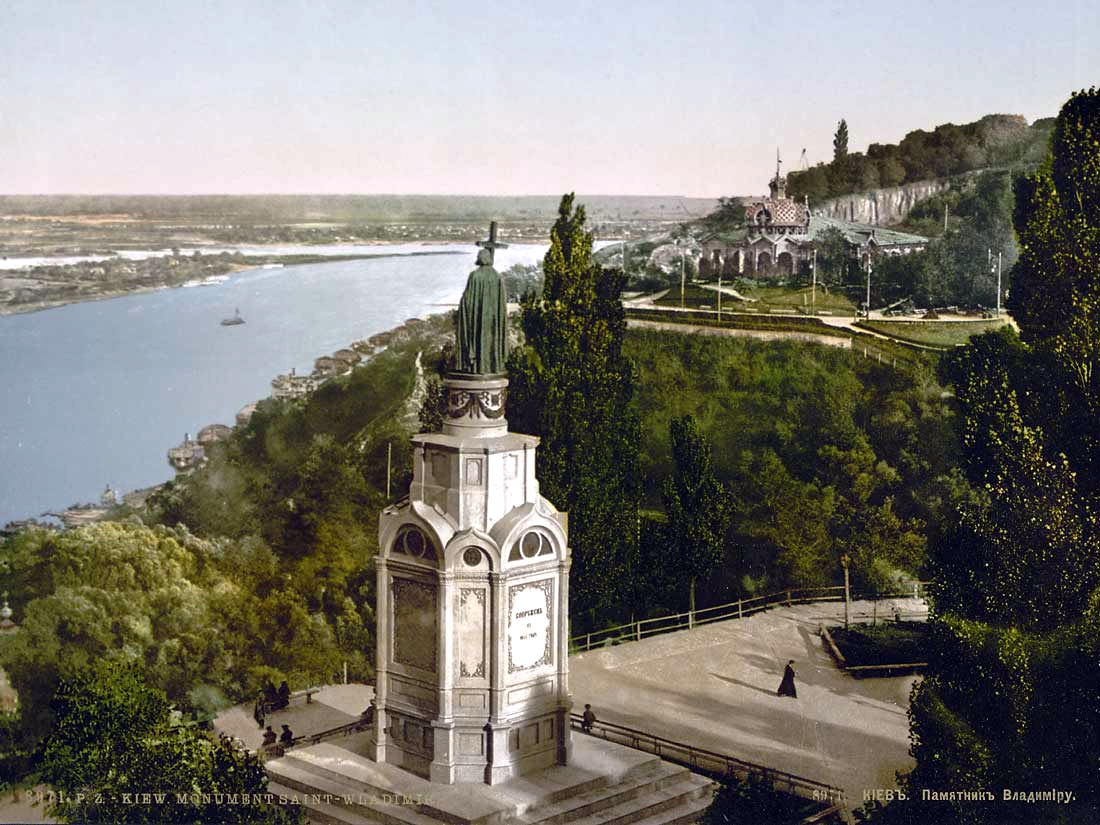
Denkmal zwischen 1890 und 1905

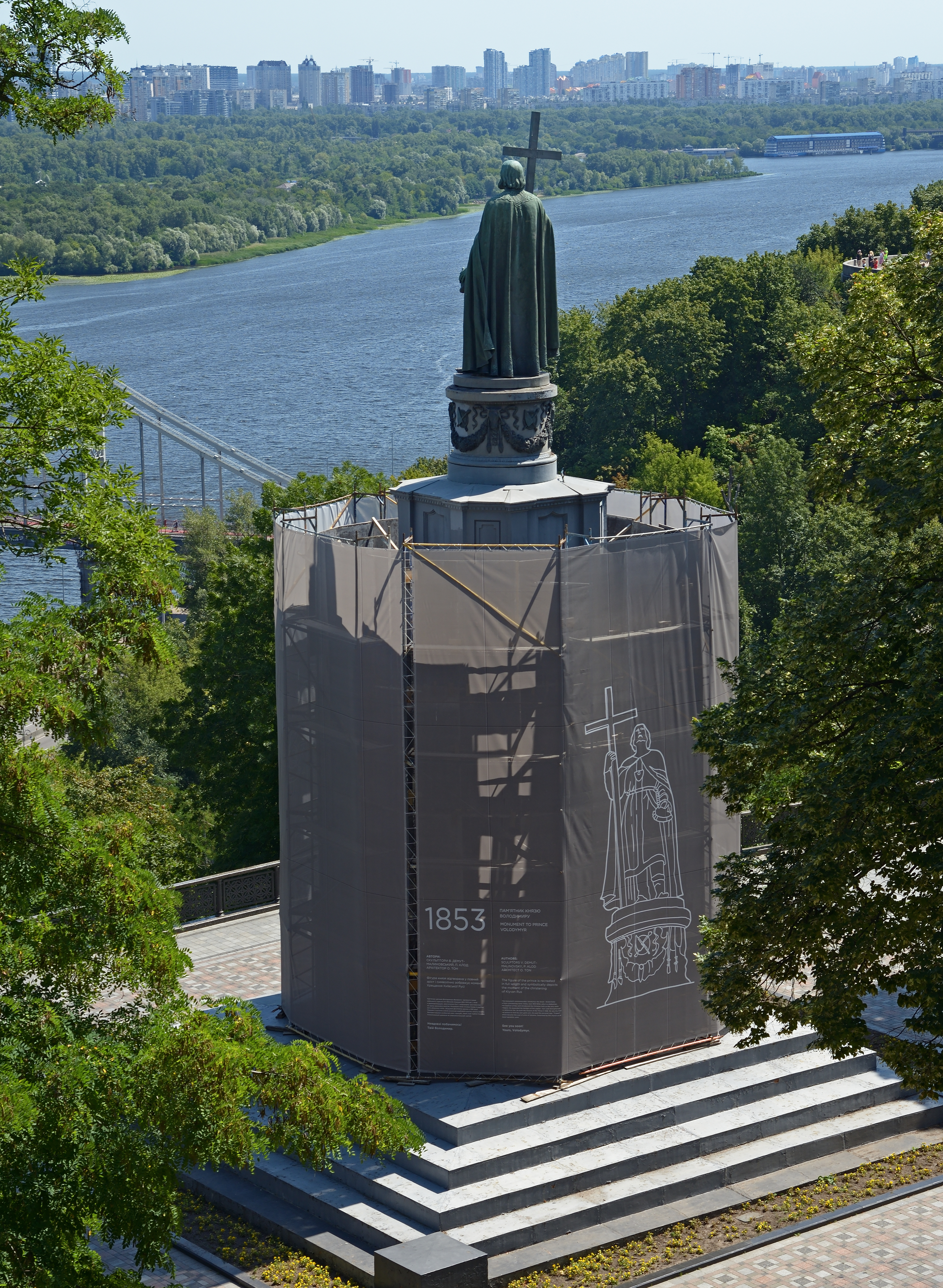
Vor russischem Beschuss geschütztes Denkmal, Juli 2022

Das Denkmal für Wladimir den Heiligen (ukrainisch Па́м'ятник Володи́миру Вели́кому Pamjatnyk Wolodymyru Welykomu) gilt als das älteste Skulptur-Denkmal in der ukrainischen Hauptstadt Kiew und ist ein Wahrzeichen der Stadt.

## Geschichte
Das durch Zar Nikolaus I. in Auftrag gegebene und durch den russischen Bildhauer ukrainischer Herkunft Wassyl Demut-Malynowskyj (Василь Івановичович Демут-Малиновський) im neobyzantinischen Stil erbaute Denkmal wurde am 10. Oktober 1853 enthüllt und soll an den Initiator der Taufe der Kiewer Rus im Jahr 988 Wladimir I. erinnern.

## Lage
Das Denkmal steht im Wladimir-Park im Rajon Schewtschenko unterhalb vom St. Michaelskloster und oberhalb des Dneprs.

## Beschreibung
Das insgesamt 20,4 Meter hohe Denkmal besteht aus der 4,4 Meter hohen Bronzestatue Wladimirs auf einem 16 Meter hohen Oktogon in Form einer byzantinischen Kapelle. Die Statue blickt auf die Taufstelle seiner Söhne am Dnepr und hält ein Kreuz in seiner rechten und eine Großfürstenmütze in seiner linken Hand.
Es ist ein Monumentalkunst-Denkmal von nationaler Bedeutung.